# Aire urbaine de Villeneuve-sur-Lot
L'aire urbaine de Villeneuve-sur-Lot est une ancienne aire urbaine française centrée sur les 13 communes de l'unité urbaine de Villeneuve-sur-Lot, en Lot-et-Garonne. Composée de 26 communes, elle comptait 56 607 habitants en 2013.

## Caractéristiques en 1999
D'après la définition qu'en donne l'INSEE, l'aire urbaine de Villeneuve-sur-Lot est composée de 16 communes, situées en Lot-et-Garonne. Ses 56 683 habitants (2009) font d'elle la 140e aire urbaine de France.
10 communes de l'aire urbaine sont des pôles urbains.
Le tableau suivant détaille la répartition de l'aire urbaine sur le département (les pourcentages s'entendent en proportion du département) :
| Département    | Communes | Communes (%) | Superficie (km²) | Superficie (%) | Population (1999) | Population (%) |
| -------------- | -------- | ------------ | ---------------- | -------------- | ----------------- | -------------- |
| Lot-et-Garonne | 16       | 5,0          | 334,03           | 6,2            | 44 841            | 14,7           |

| Code INSEE | Commune                      | Type                  | Département    | Superficie (km2) | Population (1999) | Densité (hab./km2) |
| ---------- | ---------------------------- | --------------------- | -------------- | ---------------- | ----------------- | ------------------ |
| 47006      | Allez-et-Cazeneuve           | Pôle urbain           | Lot-et-Garonne | +0010,69         | +00 000579,       | +00054,16          |
| 47027      | Bias                         | Pôle urbain           | Lot-et-Garonne | +0012,29         | +0 0002 955,      | +00240,44          |
| 47049      | Casseneuil                   | Pôle urbain           | Lot-et-Garonne | +0018,09         | +0 0002 296,      | +00126,92          |
| 47054      | Castelmoron-sur-Lot          | Pôle urbain           | Lot-et-Garonne | +0023,25         | +0 0001 664,      | +00071,57          |
| 47081      | Dolmayrac                    | Commune monopolarisée | Lot-et-Garonne | +0019,4          | +00 000525,       | +00027,06          |
| 47099      | Fongrave                     | Pôle urbain           | Lot-et-Garonne | +0009,46         | +00 000565,       | +00059,73          |
| 47146      | Lédat                        | Commune monopolarisée | Lot-et-Garonne | +0012,43         | +00 000896,       | +00072,08          |
| 47198      | Pailloles                    | Commune monopolarisée | Lot-et-Garonne | +0009,16         | +00 000281,       | +00030,68          |
| 47206      | Pinel-Hauterive              | Commune monopolarisée | Lot-et-Garonne | +0021,77         | +00 000461,       | +00021,18          |
| 47215      | Pujols                       | Pôle urbain           | Lot-et-Garonne | +0024,98         | +0 0003 546,      | +00141,95          |
| 47237      | Sainte-Colombe-de-Villeneuve | Commune monopolarisée | Lot-et-Garonne | +0018,92         | +00 000364,       | +00019,24          |
| 47239      | Saint-Étienne-de-Fougères    | Pôle urbain           | Lot-et-Garonne | +0009,9          | +00 000732,       | +00073,94          |
| 47252      | Sainte-Livrade-sur-Lot       | Pôle urbain           | Lot-et-Garonne | +0030,94         | +0 0005 865,      | +00189,56          |
| 47265      | Saint-Pastour                | Commune monopolarisée | Lot-et-Garonne | +0014,52         | +00 000361,       | +00024,86          |
| 47306      | Le Temple-sur-Lot            | Pôle urbain           | Lot-et-Garonne | +0016,91         | +00 000969,       | +00057,3           |
| 47323      | Villeneuve-sur-Lot           | Pôle urbain           | Lot-et-Garonne | +0081,32         | +00022 782,       | +00280,15          |
|            | Total                        |                       |                | +0334,03         | +00044 841,       | +00134,24          |